# Patrick Mainka
Patrick Mainka (nascut el 6 de novembre de 1994) és un futbolista professional alemany que juga com a central i capitaneja el club de la 1. Bundesliga 1. FC Heidenheim.

## Carrera

### Carrera inicial
Nascut a Gütersloh,  Mainka va jugar a futbol juvenil per a Victoria Clarholz i FSC Rheda abans d'unir-se a l'acadèmia d'Arminia Bielefeld el 2009. Mainka va debutar i va fer la seva única aparició amb l'Arminia Bielefeld el 15 de desembre de 2013, entrant com a substitut de Marc Lorenz a la segona part en una victòria per 4-1 a casa davant el Greuther Fürth.

### Werder Bremen II
Mainka va deixar l'Arminia Bielefeld l'estiu del 2014, i va anar al Werder Bremen II per una quota no revelada. L'1 d'agost de 2014, Mainka va debutar amb el Werder Bremen II en un empat 3-3 contraa l'Eintracht Braunschweig II, abans de marcar el primer gol de la seva carrera sènior en el següent partit a casa contra el Schwarz-Weiß Rehden. Va fer 23 aparicions a la lliga aquella temporada,  marcant tres gols, abans de marcar el gol de la victòria en el partit de tornada del partit de playoff d'ascens Borussia Mönchengladbach II per ascendir el Werder Bremen II a la 3. Liga. Va fer 9 aparicions durant la temporada 2015-16 amb el Werder Bremen II abans de marxar el gener de 2016.
Mainka es va unir al Borussia Dortmund II amb un contracte de dos anys i mig el gener de 2016. Va debutar amb el club el 6 de febrer de 2016 en un empat 1-1 a casa contra el  Viktoria Köln, i va jugar 18 partits durant la temporada 2015-16, marcant una vegada. Va continuar sent un jugador habitual durant les dues temporades següents amb el Borussia Dortmund II, marcant 2 gols en 34 partits durant la temporada 2016-17 i 6 gols en 34 partits durant la temporada 2017-18, i també va ser capità del Borussia Dortmund II.

### 1. FC Heidenheim
L'estiu del 2018, Mainka es va unir a 1. El FC Heidenheim té un contracte de dos anys després de l'expiració del seu contracte amb el Borussia Dortmund. Mainka va debutar amb el Heidenheim en el seu segon partit de la temporada; empat 1-1 a l'Holstein Kiel. Va marcar el seu primer gol amb el Heidenheim el 4 de maig de 2019; un xut amb la dreta al minut 60 d'una derrota per 3-2 a casa davant l'SV Sandhausen. Durant la temporada 2018-19, va ser titular en 32 dels 34 partits d'Heidenheim, marcant 2 gols. Després d'haver estat un jugador habitual del Heidenheim en les primeres etapes de la temporada 2019-20, el seu contracte es va ampliar el novembre de 2019 fins a l'estiu de 2024.

## Palmarès
1. FC Heidenheim
- 2. Bundesliga: 2022–23